# Clastrieromyia dycei
Clastrieromyia dycei är en tvåvingeart som beskrevs av Gustavo R. Spinelli och Eileen D. Grogan 1986. Clastrieromyia dycei ingår i släktet Clastrieromyia och familjen svidknott.
Artens utbredningsområde är Uruguay. Inga underarter finns listade i Catalogue of Life.